# آستروسیتوما
آستروسیتوما (انگلیسی: Astrocytoma) نوعی تومور مغزی است. آستروسیتوما (همچنین آستروسیتوماتا) از نوع خاصی از سلول های گلیال ستاره ای شکل در مغز به نام آستروسیت منشاء می‌گیرند. این نوع تومور معمولاً به خارج از مغز و نخاع گسترش نمی یابد و معمولاً سایر اندام‌ها را تحت تأثیر قرار نمیدهد. پس از گلیوبلاستوما، آستروسیتوم دومین گلیوم شایع است و می تواند در بیشتر بخشهای مغز و گاهی در نخاع رخ دهد.
در آستروسیتوما، دو دسته اصلی در پزشکی شناسایی شده است، آنهایی که با:
- مناطق باریک نفوذ (عمدتا تومورهای غیر تهاجمی؛ به عنوان مثال، آستروسیتومای پیلوسیتیک، آستروسیتومای سلول غول پیکر ساب اپاندیمی، زانتوآستروسیتومای پلئومورفیک)، که اغلب به وضوح در تصاویر تشخیصی مشخص می شوند.
- مناطق نفوذی منتشر (به عنوان مثال، آستروسیتومای با درجه بالا)، که ویژگی‌های مختلفی دارند، از جمله توانایی ایجاد شدن در هر مکانی در سیستم عصبی مرکزی، اما با ترجیح برای نیمکره‌های مغزی. آنها معمولاً در بزرگسالان رخ می دهند و تمایل ذاتی به پیشرفت به درجات پیشرفته تر دارند.[۲]

افراد در هر سنی ممکن است به آستروسیتوم مبتلا شوند. نوع درجه پایین بیشتر در کودکان یا بزرگسالان جوان دیده می شود، در حالی که نوع درجه بالا در بزرگسالان شایع تر است. آستروسیتوم در قاعده مغز در افراد جوان شایع تر است و تقریباً ۷۵ درصد از تومورهای عصبی اپیتلیال را تشکیل میدهد.